# Dollar for the Dead
Dollar for the Dead és un telefilm del gènere western del 1998 de la TNT dirigit i escrit per Gene Quintano i protagonitzat per Emilio Estevez. s la tercera pel·lícula western que protagonitza Estevez. També hi participen William Forsythe, Joaquim de Almeida, Jonathan Banks, Ed Lauter i Howie Long. L'actor català Jordi Mollà fou nominat al premi Fotogramas de Plata 1999 per la seva participació.
Dollar for the Dead és sovint percebut com un homenatge als spaghetti western dels anys 60, amb una dosi liberal de realització del cinema modern de Hong Kong. Emilio Estevez retrata un paper "home sense nom", estilísticament similar als westerns dels anys seixanta de Clint Eastwood. La pel·lícula també retrata una atmosfera similar a la dels anys 60, amb nombroses referències visuals i personals a les pel·lícules de Sergio Leone protagonitzades per Clint Eastwood com Per un grapat de dòlars, El bo, el lleig i el dolent, i pel·lícules no protagonitzades per Eastwood com Fins que li va arribar l'hora, Grup salvatge i Butch Cassidy and the Sundance Kid.

## Argument
Un pistoler super-ràpid solitari "sense nom" Cowboy (Estevez) és perseguit a mort per un ranxer (Long) i els seus homes per matar el seu fill. Quan un antic soldat confederat (Forsythe) veu com Cowboy es pot defensar ell mateix, fins i tot bevent, dispara i mata un noi i agafa la seva beguda abans no caigui a terra, Cowboy es barreja amb aquest soldat que coneix on s'amaga l'or. Així Cowboy i Dooley, que és com es diu el soldat, intenten completar el mapa per trobar l'or, ja que Dooley només té una part del mapa. I també el coronel Skinner, segons el relat de Dooley.
Quan Cowboy i Dooley alliberen un home (Lauter) amb una part del mapa a l'or, són perseguits per soldats espanyols. Tot condueix a una petita ciutat mexicana terroritzada per soldats i dirigida per un bon sacerdot (De Almeida) que és un altre que té coneixement de l'or ocult.

## Repartiment
- Emilio Estevez - Cowboy
- William Forsythe - Dooley
- Joaquim de Almeida - Frare Ramon
- Jonathan Banks - Col. Skinner
- Howie Long - Reager
- Ed Lauter - Jacob Colby
- Lance Kinsey - Tracker
- Jordi Mollà - Capità federal